# Dovydas Nemeravičius
Dovydas Nemeravičius (né le 11 décembre 1996 à Kaunas) est un rameur lituanien.
Lors des Championnats d’Europe 2016, il remporte la médaille d’argent avec le quatre de couple.